# 조이 페이르만
요하네스 코르넬리스 마리아 페이르만(네덜란드어: Johannes Cornelis Maria Veerman, 1998년 11월 19일 ~ )는 네덜란드의 축구 선수이다. 그의 포지션은 미드필더로, 현재 에레디비시의 PSV에서 활약하고 있다.

## 클럽 경력

### 폴렌담
2016년 9월 9일, 페이르만은 FC 폴렌담에서 VVV 펜로와의 에이르스터 디비시 경기에서 프로 데뷔전을 치렀다.

### 헤이렌베인
2019년 8월 30일, 페이르만은 에레디비시의 SC 헤이렌베인과 계약을 맺고 이적하였다. 그는 1-1로 비긴 포르튀나 시타르트와의 경기에서 후반전에 동료 미드필더 요르디 브라윈과 교체 투입되어 에레디비시 데뷔전을 치렀다.

### PSV
2022년 1월 4일, 페이르만은 PSV 에인트호번과 4년 반 계약을 맺고 이적하였다. 3월 2일, 페이르만은 KNVB컵 준결승전에서 고 어헤드 이글스를 상대로 결승골을 넣었다. PSV는 4월 17일에 열린 결승전에서 라이벌 아약스를 꺾고 우승을 차지했다.
2022년 10월 28일, 페이르만은 2-0으로 이긴 아스널과의 UEFA 유로파리그 조별 리그 경기에서 PSV의 선제골을 기록해 최소한 녹아웃라운드 플레이오프 진출권 확보에 기여했다.

## 국가대표 경력
2023년 3월 17일, 페이르만은 UEFA 유로 2024 예선에서 프랑스 축구 국가대표팀과 지브롤터 축구 국가대표팀을 상대할 네덜란드 축구 국가대표팀의 선수 명단에 발탁되었으나 2023년 3월 23일 아침 바이러스 감염 증상으로 인해 대표팀에서 하차했다.

## 수상 내역
PSV
- KNVB컵: 2021–22[11]
- 요한 크라위프 스할: 2022[12]

개인
- 에레디비시 이달의 재능: 2020년 2월[13]